# Шідловський Віктор Олександрович
Віктор Олександрович Шідловський (нар. 1 серпня 1943, село Довгалівка Талалаївський район, Чернігівська область) — український хірург-ендокринолог, доктор медичних наук(1992), професор(1992), професор кафедри хірургії № 1 з урологією, малоінвазивною хірургією імені Л. Я. Ковальчука Тернопільського національного медичного університету імені І. Я. Горбачевського, заслужений лікар України, лауреат Державної премії України в галузі науки і техніки.

## Життєпис
У школі Віктор Шідловський захоплювався фізикою і добре знався на радіоприймальних пристроях. Тому після її закінчення із золотою медаллю намагався поступити на радіофакультет Київського політехнічного інституту, але не добрав один бал. Довелося йти працювати. Влаштувався слюсарем до «Київметробуду». Одночасно продовжив навчання на підготовчих курсах в КПІ. Одного разу під час будівництва тунелю стався нещасний випадок. Віктор Олександрович став допомагати медикам рятувати травмованих і вирішив, що сам стане лікарем. Тому наступного року поступив до Тернопільського державного медичного інституту. Його однокурсниками були, зокрема, Ярослав Боднар, згодом — професор, завідувач кафедри патологічної анатомії із секційним курсом і судової медицини Тернопільського національного медичного університету, Сюзанна Локай — професор кафедри терапії ТДМУ, Фелікс Звершхановський — професор кафедри терапії навчально-наукового інституту післядипломної освіти ТДМУ, Віталій Цимбалюк — академік НАМН України, президент Національної академії медичних наук України. Науковим керівником в інституті, а згодом і в аспірантурі був Петро Омелянович Огій, перший ректор Тернопільського державного медичного інституту.
По закінченні з відзнакою інституту у 1970 році почав працювати лікарем-хірургом Білогірської центральної районної лікарні Хмельницької області. Через два роки повернувся до Тернополя та вступив до аспірантури, спочатку на кафедру факультету хірургії Тернопільського медінституту, а потім до Київського НДІ гематології i переливання крові.
Від 1975 року працює в Тернопільському медичному інституті: 1975—1987 — асистент, 1987—1989 — доцент, 1989—1998 — завідувач кафедри загальної хірургії, 1998—2005 — завідувач кафедри факультетської хірургії, 2005—2010 — завідувач кафедри загальної та оперативної хірургії з топографічною анатомією. З 2010 року — професор цієї кафедри.
У 1979 році отримав науковий ступінь кандидата медичних наук, захистивши дисертацію, присвячену змінам функціонального стану печінки при захворюваннях позапечінкових жовчних шляхів. У 1991 році захистив докторську дисертацію, присвячену патології шлунково-стравохідного переходу та її значенню в хірургічному лікуванні виразкової хвороби. У 1992 році отримав вчене звання професора.
Директор медичного центру «Віта Сана» в Тернополі.

## Наукова, громадська та педагогічна діяльність
Наукова діяльність присвячена удосконаленню методів діагностики та лікування захворювань:
- жовчних проток,
- виразкової хвороби шлунка,
- дванадцятипалої кишки,
- органів ендокринної системи,
- судинних i гнійних ускладнень цукрового діабету,
- гострого панкреатиту.

Є автором та співавтором понад 180 наукових праць, трьох підручників з хірургії та двох посібників для лікарів з клінічної тиреодології. Вніс вагомий внесок в розробку нових й удосконалення існуючих методів діагностики та лікування захворювань щитоподібної залози. Вперше в Україні застосував технологію Liga Sure при виконанні операцій на щитоподібній залозі та впровадив у лікування вузлового зоба малоінвазивні методики, зокрема лазерну інтерстиціальну термотерапію, склеротерапію та їх поєднання. Має 16 патентів на винаходи.
Член двох спеціалізованих рад по захисту докторських i кандидатських дисертацій за спеціальністю 14.01.03. — хірургія.
Членом редакційних рад i редакційних колегій низки часописів, зокрема:
- «Шпитальна хірургія»,
- «Клінічна ендокринологія та ендокринна хірургія»,
- «Проблеми ендокринної патології»,
- «Міжнародний ендокринологічний журнал»,
- «Вісник наукових досліджень».

Підготував 1 доктора та 9 кандидатів наук.

## Основні праці
- підручник «Факультетська хірургія» (2002),
- двотомний підручник «Хірургія» (співредактор, 2006, 2007),
- підручник «Шпитальна хірургія» (співавтор, 1999),
- підручник «Загальна хірургія» (співавтор, 1999, 2010),
- посібник для лікарів «Клінічна хірургія» (співавтор, 2000).

## Нагороди
- «Заслужений лікар України» (2006, за значні науково-практичні досягнення).
- Державна премія України в галузі науки і техніки (2010, за підручник «Хірургія» у 2 томах, співредактори: Яків Березницький, Георгій Хапатько, Володимир Клименко, Сергій Шаповал).